# Намітоков Кемаль Кадирович
Намітоков, Кемаль Кадирович (10 серпня 1923 року, аул Понежукяй, Теучежського району, Адигейська автономна область, РРФСР (зараз Республіка Адигея) — 2 жовтня 2014, місто Харків, Україна) — український учений, фахівець в області електрофізики, електротехнології, розробки електричних апаратів і джерел світла, засновник наукових шкіл з електричних апаратів і світлотехніки, доктор технічних наук (1970), професор (1972), завідувач кафедри світлотехніки і джерел світла (1979–2002), заслужений діяч науки і техніки України (1985), відмінник освіти України (1992), академік Інженерної академії України (1992), дійсний член Академії будівництва України (1994), член Національного комітету з освітлення, почесний член Адигської (Черкеської) Міжнародної академії наук (1996), дійсний член Асоціації інженерів-електриків СНД, стипендіат Президента України (2000), заслужений професор ХНУМГ ім. О. М. Бекетова (1998), учасник Великої Вітчизняної війни (1941–1945 рр.).

## Біографія
Народився 10 серпня 1923 року в аулі Понежукяй, Теучежського району, Адигейської автономної області, РРФСР (з 1992 р. — Республіка Адигея), в багатодітній сім'ї, де був дев'ятою дитиною.
Батько, Кадир Ібрагімович Намітоков (1865 р.), — службовець, мати, Хацу Тлехураївна Намітокова (1884 р.), — учитель.
У 1940 вступив до Ростовського державного університету (РГУ) на фізико-математичний факультет. Роки навчання були перервані Німецько-радянською війною (1941–1945). Університет евакуювали, а Кемаль Кадирович у жовтні 1941 року був призначений учителем фізики і математики в Теученську неповну середню школу, де пропрацював до квітня 1943 року.
У квітні 1943 року був призваний до лав Радянської Армії, до 35-го стрілецького полку Північно-Кавказького округу, потім переведений до 1884-го зенітно-артилерійського полку під Тбілісі.
Восени 1943 року брав участь у бойових діях при форсуванні Дніпра, звільненні міст Дніпропетровська, Запоріжжя, острова Хортиця.
У травні 1944 року був важко поранений, лікувався в госпіталі.
У липні 1944 року повернувся у свій полк і у складі Третього, а згодом Четвертого Українських фронтів пройшов фронтовими дорогами до кінця Великої Вітчизняної війни.
З 1946 по 1947 рр. — курсант Вищого Червонопрапорного військового інженерно-технічного училища Військово-морського флоту (м. Ленінград, зараз Санкт-Петербург), але з причини поранення був з училища комісований. У 1947 році продовжив навчання у Ростовському державному університеті, який закінчив у 1951 році за фахом — фізик і був направлений на роботу на Харківський електромеханічний завод (ХЕМЗ) на посаду інженера-рентгенолога.
У 1960 році переводиться на роботу до інституту «ВНДІЕлектро», де очолює послідовно фізико-технічну лабораторію, відділ проблемних розробок і відділення інституту. У 1963 році захистив дисертацію на здобуття кандидата фізико-математичних наук, а в 1970 — дисертацію на здобуття доктора технічних наук. З 1970 по 1971 роки він — професор Харківського інституту механізації сільського господарства.
У 1972 році — професор Харківського політехнічного інституту.
З 1973 року по 2014 роки Кемаль Кадирович — професор кафедри світлотехніки і джерел світла Харківського національного університету міського господарства ім. О. М. Бекетова (раніше — Харківський інститут інженерів комунального будівництва (ХІІКБ), яку очолював з 1979 по 2002 роки.
Діяльність К. К. Намітокова охоплює три взаємозв'язані напрями: інженерний, науковий, педагогічний, які відповідають трьом періодам його роботи: безпосередньо у сфері виробництва (1951–1960 рр.), у науково-дослідних установах (1960–1979 рр.) і у вищих навчальних закладах (1970–2014 рр.).

## Інженерна діяльність
Початок інженерної діяльності К. К. Намітокова припадає на період післявоєнної відбудови електротехнічної промисловості України. У 1951 році, після закінчення фізико-математичного факультету Ростовського державного університету, він був направлений на одне з провідних підприємств електротехнічної промисловості СРСР — Харківський електромеханічний завод (ХЕМЗ).
Кемаль Кадирович пройшов довгий професійний шлях від інженера до керівника лабораторії, знайшов застосування своїм знанням у вирішенні актуальних інженерно-технічних завдань, що були важливими не лише для заводу, але й для усієї електромеханічної галузі. Ці завдання стосувалися різноманітних питань розрахунку, конструювання, технології виробництва електричних машин і апаратів, застосування нових матеріалів, впровадження неруйнівних методів контролю, розробки електрофізичних методів оброблення і електротехнологічних процесів, приладів контролю якості виробів та ін.
Кемаль Кадирович розробив низку оригінальних методик та приладів для дослідження колекторно-щіткового апарату машин постійного струму, дослідження зусиль на підп'ятниках вертикальних електродвигунів (електробурів і електронасосів), оптимізації зусиль опресування статорів і роторів електричних машин, різання металів та ін.
Ученим впроваджені у виробничу практику ультразвукові, гамма і рентгенографічні методи виявлення об'ємних дефектів, люмінесцентні і магнітопорошкові методи контролю поверхневих дефектів, рентгеноструктурного і рентгеноспектрального аналізів та електронно-мікроскопічні дослідження. Увесь час інженерна робота Кемаля Кадировича була пов'язана з педагогічною діяльністю в школі робітничої молоді при заводі ХЕМЗ.

## Наукова діяльність
У 1959 році К. К. Намітоков у складі робочої групи бере участь у визначенні напрямів діяльності створеного при ХЕМЗ науково-дослідного інституту НДІЕЛЕКТРО, пізніше перейменованого у ВНДІЕлектроапарат, до якого він незабаром переводиться і очолює послідовно фізико-технічну лабораторію, відділ проблемних розробок і відділення наукових досліджень і випробувань низьковольтних апаратів інституту.
Діяльність К. К. Намітокова значно вплинула на становлення ВНДІЕлектроапарат як провідного наукового центру СРСР. До низки фундаментальних робіт, виконаних ним у цей період, слід віднести: дослідження процесів формування низьковольтних електричних розрядів в ультрамікронних проміжках, явищ масоперенесення в контактно-дугогасильних системах апаратів, вирішення низки фізико-технічних проблем електроерозійних явищ та їхніх додатків у техніці, аналіз електродинамічних сил в апаратах, характер розподілу струму в зонах стрибків перерізів провідників. Ним розроблено низку оригінальних методик розрахунків та експериментів, що визначають динамічні характеристики електроерозійних процесів, агрегатний склад ерозуючої речовини; введено поняття коефіцієнту викиду, з урахуванням якого зроблено пояснення спостережуваних розбіжностей теорії та експерименту; запропоновано критерій електротеплового вибуху зон концентрації струму в провідниках.
Окрім цього, Кемалем Кадировичем було виконано низку робіт, що мають практичний характер. Ним було запропоновано і реалізовано безліч оригінальних високоефективних інженерних рішень щодо створення вакуумних контакторів автоматичних вимикачів, запобіжників та інших апаратів, розроблені методи розрахунку і випробувань низьковольтних апаратів. За однією з низки виконаних робіт Намітоков К. К. у 1963 році захищає дисертацію на здобуття наукового ступеню кандидата фізико-математичних наук, а в 1970 році, продовжуючи роботу над дослідженнями процесів електроерозій, захищає дисертацію на здобуття наукового ступеня доктора технічних наук «Проблеми ерозійних та приелектродних процесів у низьковольтних сильнотокових електроапаратах і інших пристроях». У цей період К. К. Намітоков бере активну участь в розробленні та реалізації низки науково-технічних програм співпраці з закордонними країнами в межах Ради економічної взаємодопомоги (РЕВ).
Кемаль Кадирович був керівником наукових програм, очолював делегації на міжнародних зустрічах, виступав як експерт багатьох проектів. Його наукові роботи і наукові школи отримали всесвітнє визнання. Про це свідчать численні запрошення К. К. Намітокова на Міжнародні форуми учених і інженерів, і нагородження його Почесними грамотами: грамота Правління обласного відділення Товариства для розширення політичних і наукових знань (1963), Почесна грамота співавтору пропозиції «Устройство, предотвращающее возможность подачи высокого давления в котёл до установки и затяжки всех крепящих крышку болтов». Третя премія на обласному конкурсі ХВ НТТ ЕП на найкращу науково-технічну роботу (1964), Почесна грамота співавтору пропозиції «Генераторы импульса тока и регуляторы режима для прецизионной электроэрозионной обработки металлов». Обласний конкурс ХВ НТТ ЕП на найкращу науково-технічну роботу (1964), Почесна грамота від Дирекції институту ВНДІЕлектроапарат (1969), Почесна грамота Центрального правління НТТ ЕдЕП за роботу «Сигнально-блокировочное устройство для сосудов с болтовым креплением крышки» (1970), Почесна грамота Голови Обласної Ради ВСВР «За вклад в создание рационализаторского фонда» (1971), грамота і Свідоцтво про занесення К. К. Намітокова «До Книги трудової слави Московського району м. Харкова» (1971).

## Науково-педагогічна діяльність
Уся трудова діяльність Кемаля Кадировича була пов'язана з педагогічною роботою спочатку в школі робітничої молоді при заводі ХЕМЗ, а потім — з керівництвом практикою і дипломним проектуванням студентів Харківського і Київського державних університетів. З 1970 по 1971 роки він — професор Харківського інституту механізації сільського господарства. У 1972 році — професор Харківського політехнічного інституту. З 1973 року подальша науково-педагогічна діяльність К. К. Намітокова нерозривно пов'язана з Харківським інститутом комунального будівництва (зараз Харківський національний університет міського господарства імені О. М. Бекетова), де учений і педагог багато років очолював кафедру світлотехніки і джерел світла (1979–2002).
З приходом професора К. К. Намітокова на кафедру розпочався розвиток усіх форм її діяльності на тривалий період. Різнобічні знання, великий досвід виробничої, наукової та педагогічної роботи дозволили йому вирішити завдання вдосконалення всіх форм діяльності кафедри на найближчий час і на перспективу. Особливу увагу він приділяв необхідності покращення науково-дослідної роботи кафедри, розглядаючи її не тільки як самостійну форму діяльності, спрямовану на отримання нетривіальних наукових результатів, а й як важливу складову навчального процесу у вищому навчальному закладі.
Основними напрямами наукових досягнень були визначені наступні: дослідження фізичних процесів на електродах високоінтенсивних джерел світла; оптимізація параметрів комплектів «розрядна лампа — пускорегулювальний апарат» (РЛ-ПРА), розглядаючи їх як єдину технічну систему; пошук нових технічних рішень по створенню ефективних ПРА, окрім апаратів запалювання, керування, стабілізації та захисту; розроблення принципів і апаратури телемеханічного керування режимами роботи освітлювальних систем; комп'ютеризація проектно-технологічних рішень, пов'язаних із застосуванням освітлювальних і випромінювальних установок. За цією тематикою створюються три галузеві лабораторії: лабораторія електропостачання та керування електроустановками підприємств комунального господарства, лабораторія пускорегулювальних апаратів, лабораторія освітлення міст. Крім того, створюється постійно діюча науково-дослідна група з вивчення фізичних процесів в імпульсних високоінтенсивних джерелах світла «Івіс» для накачування лазерів.
Одночасно, спільно з кафедрою «Електропостачання міст», формується група з розроблення систем дистанційного керування освітлювальними мережами. Створюються також групи з розроблення схем живлення люмінесцентних ламп (зокрема високочастотних) в умовах їх застосування у вибухонебезпечних середовищах, наприклад, у вугільних шахтах; група зі створення випромінювальних установок некогерентного випромінювання для технологічного застосування, наприклад, для прискорення полімералізації. Успішному проведенню наукових досліджень сприяли створені К. К. Намітоковим творчі зв'язки з багатьма науковими установами, такими як: НВО «Енергія» (м. Москва), НВО «Зеніт»
(м. Зеленоград), ВНІСИ (м. Москва), МакНДІ (Донбас), ВНІІС (м. Саранськ), МЕІ (м. Москва), Інститут математики і механіки АН КазРСР та ін.
Формуванню тематики сприяли і безпосередні виробничі зв'язки кафедри із заводами, що випускають світлотехнічну продукцію, такими як: Полтавський завод газорозрядних ламп (на якому пізніше відкривається філія кафедри), Тернопільський завод «Ватра», Львівський завод «Іскра», Харківський завод «Світло шахтаря», Ризький електроламповий завод, «Азелектросвітло», (м. Баку). Ці ж заводи стали базою стажування викладачів і базою практики для студентів. Вирішенню низки завдань сприяла тісна співпраця з Департаментом благоустрою міст Міністерства ЖКГ України і Всесоюзною Асоціацією «Союзсвет».
Ефективна організація на кафедрі науково-дослідної роботи дозволила остаточно вирішити завдання формування наукових кадрів вищої кваліфікації. Якщо до моменту приходу Кемаля Кадировича на кафедрі працював лише 1 кандидат наук, то через 15 років на кафедрі працювали вже
4 доктори і 8 кандидатів наук. З приходом ученого на кафедру і з уведенням його в члени докторської вченої ради Московського енергетичного інституту (МЕІ) за фахом «Світлові прилади і джерела світла» активізується робота аспірантури й починає працювати докторантура. Таким чином, до кінця 80-х рр. XX ст. науково-педагогічний склад кафедри настільки збільшився та поліпшився, що стало можливим обґрунтовано поставити питання перед ВАК СРСР про відкриття на базі кафедри спеціалізованої вченої ради із захисту дисертацій за спеціальністю «Світлотехніка і джерела світла» при ХІІКБ. Така вчена рада під керівництвом професора К. К. Намітокова була відкрита в
1991 році. Це була третя за рахунком спеціалізована вчена рада зі світлотехніки в СРСР і перша в Україні. Ця подія мала величезне значення для світлотехнічної галузі України. Пізніше, в 1999 році, вчена рада була перетворена на докторську, залишаючись єдиною в Україні із захисту дисертацій за спеціальністю «Світлотехніка і джерела світла». За два десятиліття у цій раді успішно захистили докторські дисертації більше, ніж 30 фахівців. За короткий період на кафедрі був здійснений різкий підйом науково-дослідної роботи за обсягом, за змістом та результативністю. Він сприяв подальшому кардинальному вирішенню кадрового питання не лише на кафедрі університету, але й у світлотехнічній науці України в цілому. Слід зазначити ще одну важливу особливість організації науково-дослідної роботи на кафедрі СіДС, що практикувалася з самого початку роботи на ній К. К. Намітокова. Це було широке залучення до науково-дослідної роботи студентів, як допоміжного персоналу. Вони були оформлені на штатні посади лаборантів, техніків, монтерів з відповідною оплатою праці. Інші студенти залучалися до роботи під час навчального процесу за курсом НДРС (навчально-дослідна робота студентів), зокрема, під час підготовки доповідей та рефератів з тем за навчальними предметами і напрямками досліджень, які проводилися на кафедрі. Уся ця робота гармонійно поєднувалася із загальним навчальним процесом, зокрема, з курсами, що викладалися на кафедрі. Об'єктивним показником високого рівня роботи кафедри за усіма напрямами її діяльності — наукової, навчальної, методичної та виховної — є те, що незмінно, з року в рік, з 1973-го року і по 1990-ий, кафедра та її співробітники ставали переможцями соціалістичних змагань та отримували нагороди: грамоти, премії, перехідні вимпели.
Кемаль Кадирович за величезну наукову діяльність був удостоєний звання «Заслужений діяч науки і техніки» (1985), а також нагороджений грамотами: Почесна грамота від дирекції ХВ НТТ ЕдЕП за роботу «Разработка методики определения оптимальных размеров контактных пар автоматических выключателей А3710» (1978), Почесна грамота за успіхи у винахідництві. Від дирекції институту ВНДІЕлектроапарат (1979).
З 1991 року, незважаючи на глобальні економічні, суспільно-політичні та соціальні зміни, кафедра, зберігаючи свій потенціал, продовжила свою ефективну роботу. У ці роки, під керівництвом К. К. Намітокова, розвивалася низка напрямів, пов'язаних з удосконаленням високоінтенсивних джерел світла для лазерів, розробка систем автоматичного контролю і керування режимами роботи освітлювальних установок, пускорегулювальних апаратів, а також вирішення екологічних проблем, зумовлених ртутновмісними джерелами світла. Характерною особливістю педагогічної діяльності Кемаля Кадировича завжди була здатність залучати до науково-дослідних розробок молодь. Чимало його учнів стали відомими ученими і педагогами. Під керівництвом ученого захищено 60 кандидатських і докторських дисертацій. Більше 40 років він входив до складу ряду спеціалізованих вчених рад і 10 років очолював одну з них. У 1992 році йому було присвоєно звання академіка Інженерної академії України і відмінника освіти України.
Уся творча, наукова і педагогічна робота
К. К. Намітокова поєднувалася з великою науково-громадською роботою. Він був обраний дійсним членом низки академій — Академії будівництва України (1994), Адигської (Черкеської) Міжнародної академії наук (1996); науково-технічних товариств (об'єднань) та асоціацій — Національного комітету з освітлення, Асоціації інженерів-електриків СНД; тривалий час керував науковими семінарами АН УРСР, постійно діючими тематичними семінарами при Харківському обласному Будинку техніки, Всесоюзному товаристві «Знання», Всесоюзному правлінні НТТ ЕП, де пізніше був обраний його дійсним членом.
Багатогранна і плідна робота Кемаля Кадировича була відмічена Харківською міською радою: Вдячність Харківської міської ради
«За участь у спорудженні спортивного комплексу ХДАМГ» (1998), Грамота Харківської обласної ради «За багаторічну сумлінну працю, вагомий внесок у підготовку висококваліфікованих спеціалістів, високий професіоналізм та з нагоди 90-річчя утворення Харківської національної академії міського господарства» (2012).

## Публікації
Кемаль Кадирович Намітоков — автор і співавтор 946 опублікованих наукових робіт, інженерних і педагогічних розробок, які становлять наукову спадщину видатного ученого, інженера і педагога.
Серед них: 10 монографій; 409 наукових статей і тез доповідей. Деякі з них опубліковані в зарубіжних виданнях; 8 навчально-методичних видань; 34 довідкових і інших видань; 426 авторських свідоцтв і 59 патентів.
Протягом 2015–2018 рр. в Університеті було підготовлено та видано навчальний посібник «Конспект лекций по технической физике» у 3 томах, рукописи якого передані родиною К. К. Намітокова.
Намитоков К. К. Конспект лекций по технической физике : в 3 т. / К. К. Намитоков ; Харьков. нац. ун-т гор. хоз-ва им. А. Н. Бекетова. – Харьков : ХНУГХ им. А. Н. Бекетова, 2015. – Т. 1 : Механика, молекулярная физика, термодинамика. – 522 с.
Намитоков К. К. Конспект лекций по технической физике : в 3 т. / К. К. Намитоков ; Харьков. нац. ун-т гор. хоз-ва им. А. Н. Бекетова. – Харьков : ХНУГХ им. А. Н. Бекетова, 2017. – Т. 2 : Электричество и магнетизм. – 440 с.
Намитоков К. К. Конспект лекций по технической физике : в 3 т. / К. К. Намитоков ; Харьков. нац. ун-т гор. хоз-ва им. А. Н. Бекетова. – Харьков : ХНУГХ им. А. Н. Бекетова, 2018. – Т. 3 : Оптика, атомная физика, светотехника. – 470 с.

Список опублікованих робіт і винаходів професора К. К. Намітокова див. у розділі «Посилання».